# Pierre-Michel Pango
Pierre-Michel Pango, né le 17 septembre 1928 à Dabou et mort le 20 octobre 1993 à Abidjan, est un prêtre catholique et compositeur de musique lyrique ivoirien.
Il est le compositeur de la musique de L'Abidjanaise, l'hymne national de la Côte d'Ivoire.

## Biographie

### Famille
Pierre-Michel Pango est le fils de René Guillaume Pango, un notable du clan de la maison princière des Boulolo de Vista et du clan Tchintissi du peuple Vili en république du Congo. En 1899, Guillaume Pango, né à Loango, fait partie des premiers pensionnaires du grand séminaire de Libreville, tenu par les missionnaires spiritains.
Anne-Marie Ehouman Benindji, sa mère de la famille Ézohilé, une des sept grandes familles N’zima-Kôtôkô d'ascendance princière, est originaire d'Assinie-Mafia,.
Son grand-frère Jean-Joseph est également musicien, directeur de l'orchestre national, et membre du Conseil économique et social. Sa grande sœur, Marie Cécile Pango, est inspectrice de l’enseignement primaire à Béoumi.
Par ailleurs, la famille Pango comprend en son sein plusieurs musiciens et professeurs de musique, dont son neveu Philippe Auguste Pango, Ph.D., directeur général du VITIB (Village des Technologies de l'Information et de la Biotechnologie) de Grand-Bassam.

### Vie sacerdotale
Maître de chœur au Petit séminaire de Bingerville, il anime la chorale pour des concerts de Noël.
Sa famille catholique pratiquante lui permet d'opter très tôt pour la vie sacerdotale. Il fait ses études primaires et secondaires au petit séminaire Saint-Augustin de Bingerville (la deuxième capitale de la Côte d’Ivoire, de 1900 à 1934). Il entreprend ensuite des études de philosophie scholastique (pendant deux ans) et de théologie (pendant quatre ans), au grand séminaire Saint-Gall de Ouidah (Dahomey).
En la cathédrale Saint-Paul d'Abidjan, Pierre-Michel Pango est ordonné prêtre de l'Archidiocèse d'Abidjan le 6 juin 1957 par Jean-Baptiste Boivin, l’abbé Léon Gnandouillet. Quelques semaines plus tard, le nouveau prêtre célèbre la messe d’action de grâce, dans le Central Boxing Club de Treichville transformé, pour l’occasion, en un lieu de culte ; l'église Sainte-Jeanne d'Arc de Treichville, sa paroisse d’origine, n'étant pas adaptée pour cette grandiose occasion.
Il a été curé de plusieurs paroisses dont la paroisse Saint-Antoine de Padoue de Moossou, vicaire à la paroisse Notre-Dame de l'Immaculée Conception de Dabou, Saint Louis d'Adiaké, Sainte Jeanne d'Arc de Treichville, la paroisse Saint-Joseph l’Artisan d'Attécoubé.
À Anono, il fonde l'ensemble vocal dénommé Uvacci : Union vocale artistique et culturelle de Côte d’Ivoire. Puis, curé de la paroisse de l'Immaculée conception de Lokodjro, il y créé la chorale Vox Magna (Grande voix d'Abidjan).
Depuis le début de sa prêtrise, l'abbé Pierre-Michel a développé l'accompagnement des enfants et des jeunes. En 1977, il fonde ainsi l'école primaire Les Patronages, édifice qu'il a bâti sis au quartier France. Il est également directeur-fondateur du « Pensionnat des Jeunes Mgr René Kouassi »
Mort le 20 octobre 1993, à Abidjan, sa sépulture se trouve dans le caveau des Prêtres, au no 8 de la rue Acajou, au cimetière de Williamsville dans la commune d'Adjamé. Lors de son inhumation, le 30 octobre 1993, un dernier hommage lui a été rendu par la fanfare d'Anono en jouant L'Abidjanaise.

## L'Abidjanaise

### La messe des Lagunes
Le 1er mai 1959, à Grand-Bassam, à l'occasion d'une messe en l'honneur des vingt-cinq ans de sacerdoce de René Kouassi, premier prêtre ivoirien, l'abbé Pierre-Michel Pango anime la messe en qualité de chef de chœur, interprétée par l'union des deux chorales des paroisses Sainte Jeanne d’Arc et Notre-Dame du Perpétuel Secours, toutes les deux de Treichville. Le jeune prêtre de 23 ans, précurseur des avancées du Concile Vatican II sous le Pape Jean XXIII, y introduit des instruments de musique traditionnels du terroir N’zema-Apollonien. Il compose et fait exécuter une nouvelle messe intitulée « Messe des Lagunes » en lieu et place des chants grégoriens de la « Messe des Anges », trouvant son inspiration de ses nombreuses visites auprès de sa sœur en poste à Béoumi, en pays Baoulé.
Félix Houphouët-Boigny, député de la Côte d'Ivoire, ministre d'État français dans le gouvernement de la cinquième République dirigé par Michel Debré, depuis le 4 décembre 1958, Premier ministre de la Côte d’Ivoire à partir du 21 mai 1959, assiste à cette cérémonie. Avant de prendre congé de ses hôtes, il tient à féliciter personnellement le jeune prêtre.

### La réhabilitation
Lors des célébrations du 20e anniversaire du décès de l'abbé Pierre Michel Pango entre le 9 octobre et le 24 novembre 2013, le ministre de la Promotion de la jeunesse, des sports et des loisirs, Alain Lobognon, fait commandeurs de l’ordre national ivoirien, Coty et l'abbé Pango à titre posthume.

Le ministre affirme dans son allocution que : 

« Les écritures et la musique de L’Abidjanaise sont respectivement l’œuvre des prêtres Pierre-Marie Coty et Pierre Michel Pango. Des contemporains sont encore là, ils peuvent témoigner... cette distinction s'inscrit dans la vision du Président Alassane Ouattara de magnifier l'excellence. L'abbé Pierre Michel Pango (musique) et Monseigneur Pierre Marie Coty (parole) appartiennent à la nation. Ils font partie désormais du patrimoine national...Après l’hommage, il va falloir revoir le contenu de nos livres pour reconnaître que ce sont ces deux prêtres qui ont composé L'Abidjanaise. »

— Alain Lobognon, 

Ce à quoi Pierre Marie Coty, évêque émérite du diocèse de Daloa répond : 

« Mon cœur me charge de dire au Président de la République Alassane Ouattara que nous sommes reconnaissants de cet acte qu’il vient de poser. Ce geste efface 53 années d’oubli ou d'indifférence. »

— Pierre Marie Coty, 

## Œuvres discographiques
L'abbé Pierre-Michel Pango est le compositeur des œuvres suivantes :
- Honneur à l'Abidjanaise[12]
- Ô toi, noble Abidjan[13]
- L'Abidjanaise[14] avec les paroles de l'abbé Pierre-Marie Coty amendées par Mathieu Ekra[15].
- La Messe des lagunes, Format: mini 33 tours; Label: Francivoire, Abidjan[16],[17]

Face A : Kyrie - Gloria (début);
Face B : Gloria (fin) - Sanctus - Agnus Dei;
- La Messe Goly, composée en souvenir de son séjour à Béoumi, en pays Kôdê où l’on pratique la danse du masque Goly, héritée de l'ethnie Wan[8].
- Assinie[18], en hommage à cette localité balnéaire, paradisiaque, du sud de la Côte d’Ivoire, village maternel disparu sous les eaux[3].

## Hommages

### Distinction
| Distinctions de Pierre-Michel Pango     | Distinctions de Pierre-Michel Pango                       | Distinctions de Pierre-Michel Pango                        | Distinctions de Pierre-Michel Pango              | Distinctions de Pierre-Michel Pango                              |
| --------------------------------------- | --------------------------------------------------------- | ---------------------------------------------------------- | ------------------------------------------------ | ---------------------------------------------------------------- |
| Commandeur de l'ordre national ivoirien | Officier de l'ordre du Mérite sportif de la Côte d'Ivoire | Officier de l'ordre du Mérite culturel de la Côte d'Ivoire | Chevalier de l'ordre du Mérite national ivoirien | Chevalier de l'ordre des Arts et des Lettres de la Côte d'Ivoire |

Dans le prolongement de la célébration des 20 ans de sa disparition, l'abbé Pierre Michel Pango, à titre posthume, en compagnie de Pierre Marie Coty, a été élevé au rang de commandeur de l'ordre national le 6 novembre 2013.

### Noms de rues
Toujours dans le cadre de la même commémoration, l’avenue 14 (située entre la rue 5 et la rue 12) de la commune de Treichville porte désormais son nom. Il s’agit de la voie qui passe devant l’église catholique Sainte Jeanne d’Arc, dans laquelle, il fut le premier prêtre.

### Fondation
La Fondation Pierre-Michel Pango (PMP), dirigée par sa nièce Blanche Maty Pango, a pour objectif de mieux faire connaître les œuvres de cette illustre personnalité de l'Église catholique, qui a donné son temps et son amour aux enfants défavorisés ainsi qu'à la musique.
Son arrière-petite-fille Manuella Pango, porte-parole de la famille, souhaiterait que la Fondation transfère les reliques de l'abbé Pierre-Marie à Grand-Bassam et que l'école Les Patronages de Grand Bassam, qu’il a construite, devienne un mausolée».